# Файненшл таймс
«Файненшл Таймс» (англ. Financial Times) — британська щоденна газета, що виходить у друкованому і цифровому вигляді та присвячена поточним подіям бізнесу та економіки. Редакція базується в Лондоні, Англія, і належить японській холдинговій компанії Nikkei, головні редакційні офіси якої розташовані в Британії, Сполучених Штатах і континентальній Європі. У липні 2015 року Pearson продала видання Nikkei за 844 мільйони фунтів стерлінгів (1,32 мільярда доларів США), проволодівши ним з 1957 року. У 2019 році видання повідомило про один мільйон платних підписок, три чверті з яких були цифровими. Газета приділяє значну увагу діловій журналістиці та економічному аналізу, а не загальним подіям, викликаючи як критику, так і анонси. Щоденна газета спонсорує щорічну книжкову премію та публікує рубрику «Людина року».

## Історія
Файненшл Таймс була заснована в 1888 році і спершу протягом багатьох років конкурувала з чотирма іншими фінансовими та діловими газетами. В січні 1888 року вийшов перший номер газети, однак під назвою «London Financial». Втім, вже через місяць засновники видання, брати Гораціо Вільям Боттомлі і Джеймс Шерідан перейменовують його в «Financial Times». Адресована газета була лондонській спільноті фінансистів. Видання швидко завоювало довіру читачів, ставши «Біблією біржового маклера», проте у «Financial Times» були і суперники. Найбільш серйозним з них в Британії вважалася газета «Financial News», що побачила світ чотирма роками раніше і заслужила за роки діяльності славу безстрашного антикорупційного видання. Для того, щоб шанувальники з першого погляду могли розрізнити конкурентів, в 1893 році «Financial Times» починає друкуватися на папері оранжево-рожевого відтінку (колір, відомий під назвою «рожевий лосось»). Деякий час суперники йшли практично нога об ногу. За цей час «Financial News» вдалося скупити акції журналу «The Economist» і поглинути газету «Financier and Bullionist», проте «Financial Times», незважаючи ні на що, незмінно була першою за кількістю копій. У підсумку, в 1945 році Бренданом Бракеном було здійснено злиття конкуруючих видань. Нова версія «Financial Times» об'єднала високі тиражі із журналістськими талантами «Financial News» (запозичивши у неї також відому колонку Lex).
Початок 90-х років був ознаменований для журналістики Великої Британії посиленням тенденцій глобалізації засобів масової інформації. Глобальний характер придбала «Файненшл Таймс», що виходить двома виданнями: одне призначається для жителів Британських островів, інше має інтернаціональний характер і поширюється в 160 країнах, його читають у фінансових столицях світу. Газета отримує різнобічну інформацію не тільки з Європи, але з Азії, Африки, Південної та Північної Америки. Було прийнято рішення про спільне виданні «Файненшл Таймс» і російських «Известий». «Файненшл Таймс» співпрацює з Ен-Бі-Сі, передає ділові бюлетені і фінансові новини на радіостанції — як британські, так і зарубіжні. 24 години на добу і 360 днів на рік «міська лінія» «Файненшл Таймс» передає найважливішу комерційну інформацію.
The Financial Times XE «Financial Times» гармонійно поєднує сухі факти, розважальні матеріали типу лайф-стайл, останні новини культури, спорту та бізнесу. У 1888 р. це видання позиціонувало себе як газета економічної інформації з ґрунтовним змістом та досить агресивною манерою викладу. Поступово газета набула репутації найкомпетентнішого джерела комерційної інформації. Головний продукт — редакційний зміст. Він передбачає повноту, точність та неупередженість.

## Міжнародний розвиток
З 70-х років XX століття «Financial Times» починає розширювати сферу охоплення читацької аудиторії в світовому масштабі. 1979 ознаменувався першим виходом газети в тираж у Франкфурті, 1989 — у Парижі, в 1985 році був підкорений Нью-Йорк, а слідом за ним протягом декількох років ще два десятка міст в чотирьох міжнародних виданнях. 90-ті роки XX століття стали для «Financial Times» періодом освоєння нових технологій. У 1995 році побачив світ інтернет-ресурс FT.com, що дозволило доставляти новини в будь-який куточок землі ще оперативніше. Видання помічають інші мас-медіа і в 1997 році газета удостоюється однією з найпрестижніших нагород у світі журналістики «Газета року» від «What The Papers Say». Наступного року «Financial Times» отримує нагороду «Газета року» від Премії Британської преси. Тонко вловлюючи тенденції прогресу в 2010 році «Financial Times» стає доступною на Блумбергської терміналі, а також викладає інтернет-додатки для гаджетів IPod Touch / iPhone на Apple Store і буквально наступного року виграє премію Apple Design. У цьому ж році «Financial Times» набуває агентство консалтингу Medley Global Advisors.

## Відмінні особливості
Видання не ставить своєю метою орієнтацію на певні кола суспільства, проте оцінна модель ADG (ноу-хау FT Group) показує, що читачами газети є в першу чергу політики і керівники вищої ланки найбільших фінансових інститутів. Видання має величезний авторитет. Так, всесвітнє співтовариство професійних інвесторів вважає «Financial Times» найнадійнішим джерелом фінансових та економічних новин. Крім щоденного видання, «Financial Times», в друк виходить додаток недільного дня «TF Weekend» і щомісячний журнал «How to Spend It», що наповнюється статтями про нерухомості (особняки, яхти) і споживчих товарах категорії класу люкс (одяг, годинник тощо). «Financial Times» відома як творець декількох фондових індексів, наприклад, FTSE 100 Index, що є в Європі одним з найбільш значущих біржових індикаторів, а також як упорядник щорічного рейтингу найпопулярніших компаній в кількох номінаціях (FT500). Редакційна політика «Financial Times» залежить від переконань поточного редакторського складу і не раз змінювалася протягом усього часу існування газети. На даний момент видання схильне до ліберально-демократичним поглядам, схвалюючи глобалізацію і вільний ринок. «Financial Times», мабуть, саме технічно підкованих бізнес-видання, націлене в найближчому майбутньому на максимальну адаптацію під мобільні пристрої і розширення за рахунок цього читацької аудиторії. З поточного тиражу в 600 000 примірників на даний момент більше половини займають платні онлайн-передплати.

## Сьогодення
Сьогодні вона широко відома як одна з найкращих газет Великої Британії, що спеціалізується на загальних новинах, міжнародній комерційній діяльності, фінансових новинах, підтримуючи при цьому незалежну редакційну політику. На відміну від інших газет, вона друкується на спеціальному рожевому газетному папері.
Матеріали газети та коментарі мають сильний вплив на фінансові кола світу і на фінансову політику Британського уряду. Тираж газети — один з найбільших у світі серед фінансових видань.
У Великій Британії вона рекламується як всебічний продукт — під гаслом «Бізнес і не тільки», а за кордоном — як джерело новин міжнародного бізнесу та доповнення до місцевих видань . Існують різні версії позиціонування «Ф. Т.» для континентальної Європи, США та Азії. Хоча 85 відсотків змісту газети не змінюється в регіональних виданнях, зарубіжні ж редактори вибирають власні теми з центрального «пулу» новин та адаптують газету до специфіки своїх ринків.

## Фінансування газети сьогодні
Виконавчий директор компанії Джон Ріддінг повідомив співробітникам про те, що рекламний ринок зробив «ще один оберт в бік погіршення», ускладнивши тим самим прогноз продаж і поставивши видання у складне становище. У зв'язку з цим газета зробила крок у бік економії. Її керівництво запропонувало співробітникам утриматися від ділових поїздок, які не є «абсолютно необхідними». До кінця року припинить «Ф. Т.» і прийом на роботу нових журналістів. Важко назвати хоча б одне видання, що виходить на Альбіоні, яке не вдалося б до скорочень всіх витрат. Так що прославлене гасло «Ф. Т.» — «Ми живемо в Фінансові Часи» — треба було б змінити, а саме, «Ми живемо у важкі фінансові часи».
Заснована наприкінці XIX століття, що виходить донині великим форматом, на унікальному для британських ЗМІ блідо-рожевому папері — колір цей прийнято називати «світло-лососевим» — «Файненшл таймс» успішніше багатьох трималася на плаву. Але ринок реклами, за рахунок якого живуть газети, бідніє. І змушує паплюжитись від цього і газети всіх без винятку кольорів.

## Бренд німецького проекту «Ф. Т.»
Редактор «Ф. Т.» (2001—2006) Ендрю Гауерс знає всі переваги бренду вздовж і впоперек. Саме тому в березні 1999 р. він був призначений на посаду редактора німецькомовного проєкту, який створювався в партнерстві з німецьким видавництвом Gruner + Jahr.
Гауерс коментує: « Мій досвід змусив мене задуматись над сутністю нашого бренду, оскільки у мене був шанс дати йому нове життя в абсолютно іншій формі, зберігаючи при цьому принципи і традиції оригінального продукту».
На стіні офісу Гауерса висів аркуш паперу, де перераховані деякі переваги, нерозривно пов'язані для нього з «Ф. Т.»: точність, стислість, достовірність, аналітичність і міжнародність.
Журнал, що вийшов компактнішим, ніж його великий британський брат, має зручний для навігації формат — є врізки в рамках, примітки, виділені шрифтом, і покажчики, за якими читач може знайти потрібну статтю. «Газета виглядає дуже привабливо, особливо якщо порівнювати її з німецькими конкурентами — каже Гауерс. Ми вийшли на більш молоду, ніж у британської газети, читацьку аудиторію. До 2003 р. ми досягли солідного тиражу — 93 тис.»
З 2001 р. він намагався внести в «Ф. Т.» дух новаторства німецького видання, але кардинальних змін видання так і не зазнало.

## Популярність на міжнародному ринку
Вихід газети на міжнародний ринок збігся з її перетворенням. Вона перестала орієнтуватися виключно на фінансових маніяків, а звернулася до всіх, хто цікавиться діловим життям. Таке позиціонування отримало особливий розвиток у Великій Британії, де в 1999 р. газета розгорнула рекламну кампанію під гаслом: « А ви думали, що ми розповідаємо тільки про бізнес».
Флеро, голова «Ф. Т.», каже, що новий підхід «Ф. Т.» відповідає психології типового керівника. «Чого вони хочуть, коли приходять на роботу? Звичайно, їм необхідно бути в курсі всіх новин ділового життя, але крім цього вони хочуть знати результат матчу „Манчестер Юнайтед“ — „Реал Мадрид“ і про те, що за експозиція відкрилася в галереї Тейт. Про це, можливо, говорить їхній бос або їхні клієнти. І якщо ми не дамо їм цю інформацію, вони стануть її шукати де-небудь в іншому місці».
Настільки широкі перетворення були задумані для залучення молодих читачів — ринок газети, традиційно мав більш дорослу (і старіючу) аудиторію. «Наші дослідження у Великій Британії показали, що молоді люди, які раніше не читали нашу газету, вважали, що вона суха, нудна і призначена тільки для тих, хто працює в Сіті. Але, після того, як ми попросили респондентів читати газету протягом тижня, багато з них були просто вражені».
Проте саме старий фінансовий імідж прославив газету на міжнародному ринку.